# Fritillaria michailovskyi
Fritillaria michailovskyi är en liljeväxtart som beskrevs av Aleksandr Vasiljevitj Fomin. Fritillaria michailovskyi ingår i Klockliljesläktet och i familjen liljeväxter. Inga underarter finns listade.

## Bildgalleri

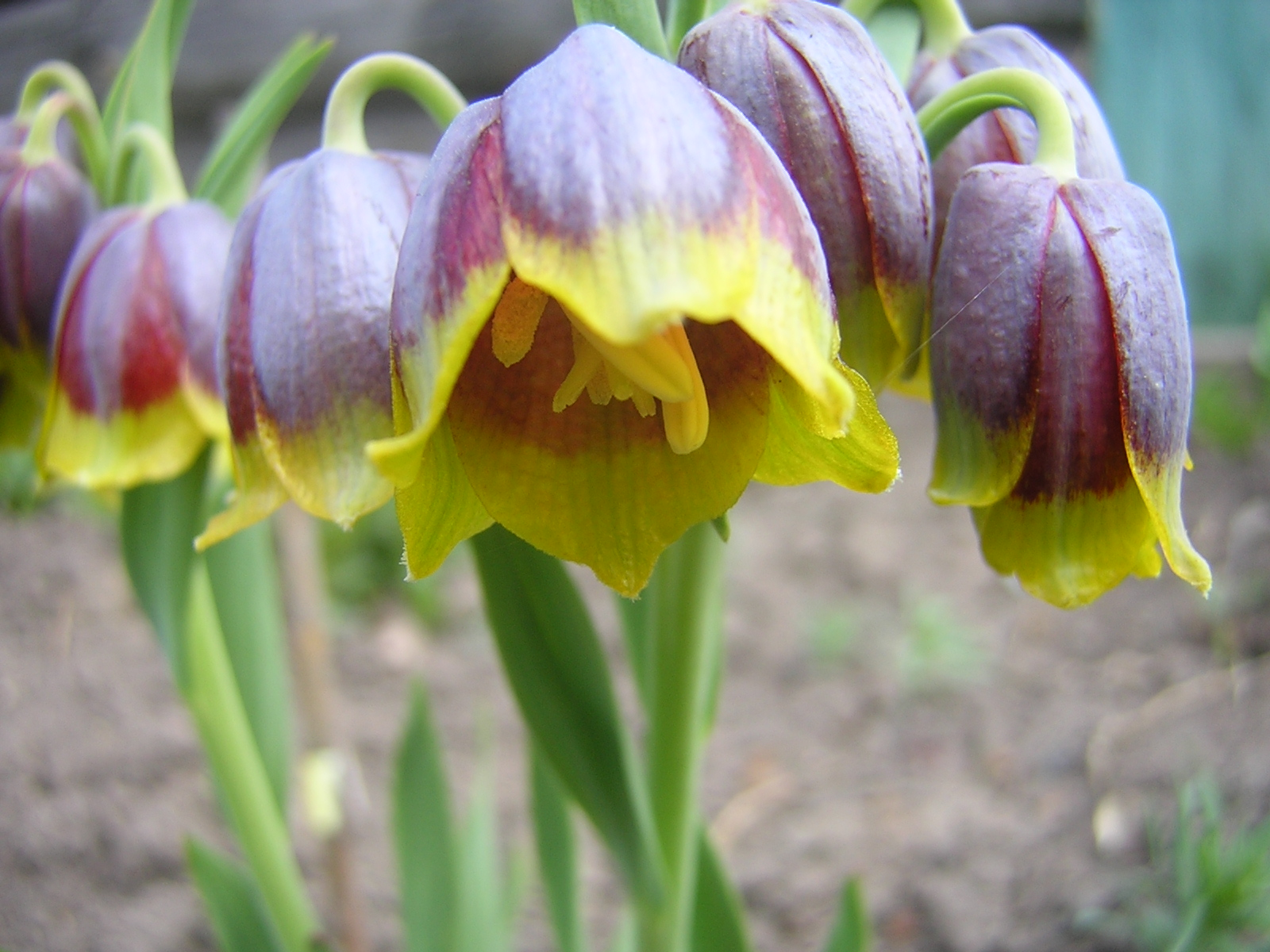